# Амрин, Кази Рахимжанович
Кази Рахимжанович Амрин (2 октября 1934, Каркаралинск — 2 ноября 1996, Алматы)— казахстанский ученый-гигиенист, доктор медицинских наук, профессор.

## Биография
Родился в 2 октября 1934 г. в г. Каркаралинске Карагандинской области.
В 1959 г. окончил лечебный факультет Карагандинского медицинского института.
1961—1964 гг. — Аспирантура в НИИ общей и коммунальной гигиены им. А. Н. Сысина.
1964—1975 гг. — Казахский научно-исследовательский институт гигиены труда и профессиональных заболеваний Министерства здравоохранения Казахской ССР.
Проводились научные исследования по разработке гигиенических аспектов прогнозирования санитарного состояния водоемов Центрального Казахстана.
1975—1980 гг. — Заведующий кафедрой общей гигиены Алма-Атинского государственного института усовершенствования врачей.
1980—1994 гг. — Заведующий кафедрой общей гигиены Алма-Атинского государственного медицинского университета.
Впервые в Казахстане развил научно-исследовательские направления по вопросам охраны окружающей среды, прогнозирования качества среды обитания человека и заболеваний, связанных с изменением состояния окружающей среды, разработки оценочных показателей степени значимости ответных реакций организма на воздействие факторов окружающей среды, медико-экологических проблем биогеохимических провинций республики.
Вопросы охраны окружающей среды были приоритетными во всех работах, изданных К. Р. Амриным и осуществлявшихся под его руководством, и имели большую теоретическую значимость и практический выход. Так, его кандидатская диссертация (1964) была посвящена санитарно-гигиенической оценке веществ, применяемых для снижения испарения с поверхности водоемов, а докторская (1977) — прогнозированию санитарного прогнозированию санитарного состояния водоемов с целью обоснования водоохранных мероприятий в промышленности на примере Центрального Казахстана.
Под его руководством были выполнены фрагменты нескольких комплексных программ: «Закономерности формирования уровней факторов окружающей среды в условиях г. Алматы»; «Гигиеническая оценка воздействия факторов окружающей среды на условия жизни и состояние здоровья населения»; «Движущие факторы здоровья в различных биогеохимических провинциях Казахстана».
Всего им опубликовано свыше 150 научных работ.
Амрин К. Р. был консультантом 3 докторских и руководителем 5 кандидатских диссертаций, внесших весомый вклад в развитие гигиенической науки в РК.
Являлся бессменным председателем гигиенического общества КазССР. Председателем Проблемной комиссии «Научные основы гигиены окружающей среды».
Награждён медалями, значком «Отличнику здравоохранения», почетным дипломом от координационного центра стран-членов Совета экономической взаимопомощи (СЭВ), дипломом от Президиума Центрального Правления Всесоюзного научного общества.

## Семья

#### Дети
Амрин Мейрам Казиевич — доктор медицинских наук, доцент кафедры общей гигиены и экологии, главный научный сотрудник лаборатории оценки рисков здоровью населения. Супруга: Амрина Галия Сексенбаевна.
Амрина Лейла Казиевна